# Linkin Park Underground
 (mai 2025).
Si vous disposez d'ouvrages ou d'articles de référence ou si vous connaissez des sites web de qualité traitant du thème abordé ici, merci de compléter l'article en donnant les références utiles à sa vérifiabilité et en les liant à la section « Notes et références ».
Le Linkin Park Underground, aussi nommé LPUnderground ou LPU, est le fan-club officiel et mondial du groupe américain Linkin Park. Il a été mis en place en 2001.

## La saga des CD
Il existe au total 16 albums de Linkin Park Underground. Le premier est une simple réédition remasterisée du Hybrid Theory EP. Tous ces albums regroupent des chansons inconnues du public, des remix, des lives ou encore des démos.

### Hybrid Theory EP
Playlist :
1. Carousel
2. Technique (Short)
3. Step Up
4. And One
5. High Voltage
6. Part Of Me

Titre bonus à 10 minutes de la piste 6 (Part Of Me).
Cet album est une ré-édition du maxi nommé Hybrid Theory EP. Il est assez rare et très prisé.
Il est sorti le 19 novembre 2001.

### Underground V2.0
Playlist :
1. A.06
2. With You (Live)
3. PTS.OF.ATHRTY (Crystal Method remix)
4. Dedicated (Demo 1999)
5. High Voltage (Live)
6. My December

Cet album contient 6 chansons exclusives.
Il est sorti le 18 novembre 2002.

### Underground V3.0
Playlist : 
1. Don't Stay (Live)
2. Figure.09 (Live)
3. With You (Live)
4. By Myself (Live)
5. A Place For My Head (Live)

Ce sont les lives du Live in Texas qui ne sont pas présents sur le CD audio, mais sur le DVD de cet album.
Il est sorti le 17 novembre 2003.

### Underground 4.0
Playlist :
1. Sold My Soul To Yo Mama
2. Breaking The Habit (Live)
3. Standing In The Middle
4. Step Up/Nobody's Listening/It's Goin' Down (Live)
5. Wish (reprise de Nine Inch Nails) (Live)
6. One Step Closer (ft. Jonathan Davis) (Live)

Cette édition contient des nouvelles chansons et une reprise.
Il est sorti le 22 novembre 2004.

### Underground 5.0
Playlist :
1. Somewhere I Belong (Live)
2. Breaking The Habit (Live)
3. Public Service Announcement - Intro (Live)
4. Dirt Off Your Shoulder/Lying From You (ft. Jay-Z) (Live)
5. Big Pimpin'/Papercut (ft. Jay-Z) (Live)
6. Jigga What/Faint (Live)

Cet album contient 6 chansons live enregistré au Live 8.
Il est sorti le 22 novembre 2005.

### Underground 6
Playlist :
1. Announcement Service Public
2. QWERTY (Studio Demo Version)
3. QWERTY (Live)
4. Pushing Me Away (Live)
5. Breaking The Habit (Live)
6. Reading My Eyes (Live)

Ce sixième album contient les morceaux live enregistrés au Summer Sonic Festival au Japon.
Il est sorti le 5 décembre 2006.

### Underground 7
Playlist :
1. No More Sorrow (Live)
2. What I've Done (Live)
3. One Step Closer (Live)
4. Given Up (Live)
5. Numb (Live)
6. Crawling (Live)
7. The Little Things Give You Away (Live)
8. In The End (Live)
9. Bleed It Out (Live)
10. Faint (Live)

Il contient 10 chansons Live provenant du Projekt Revolution.
Il est sorti le 5 décembre 2007.

### MMM...Cookies Sweet Hamster Like Jewels From America! (Underground 8)
Playlist:
1. You Ain't Gotsta Gotsta
2. Bubbles
3. No Laundry
4. Da Bloos
5. PB N' Jellyfish
6. 26 Lettaz In Da Alphabet

Le 8e EP du Linkin Park Underground est un CD "pour rigoler", Mike Shinoda et Chester Bennington ont fait des chansons humoristiques.
Cet album fut beaucoup critiqué, puisque les fans furent très déçus par le contenu de ce CD.
Mike l'avait annoncé : "Il n'y aura pas de morceaux live ni de demos du prochain album".
Il est sorti le 4 décembre 2008.

### Underground 9: Demos
Playlist :
1. A-Six (Original Long Version 2002)
2. Faint (Demo 2002)
3. Sad ("By Myself" Demo 1999)
4. Fear ("Leave Out All the Rest" Demo 2006)
5. Figure.09 (Demo 2002)
6. Stick And Move ("Runaway" Demo 1998)
7. Across The Line (Unreleased Demo 2007)
8. Drawing ("Breaking The Habit" Demo 2002)
9. Drum Song ("The Little Things Give You Away" Demo 2006)

Comme le demandent les fans depuis plusieurs années, cet album contient uniquement des démos, et une chanson exclusive.
Il est sorti le 3 décembre 2009.

### Underground X: Demos
Playlist :
1. Unfortunate (2002 Demo)
2. What We Don't Know (2007 Demo)
3. Oh No (Points Of Authority Demo)
4. I Have Not Begun (2009 Demo)
5. Pale (2006 Demo)
6. Pretend To Be (2008 Demo)
7. Divided (2005 Demo)
8. What I've Done (Mike Shinoda Remix)
9. Coal (1997 Demo)
10. Halo (2002 Demo)

La liste des titres du CD du LPUX a été dévoilé lors du LPU Summit à Londres.
Il est sorti le 11 novembre 2010.

### Underground Eleven
Playlist :
1. YO (MTM Demo)
2. Slip (1998 Unreleased Hybrid Theory Demo)
3. Soundtrack (Meteora Demo)
4. In The End (Demo)
5. Program (Meteora Demo)
6. Bang Three (What I've Done Original Demo)
7. Robot Boy (Test Mix, Optional Vocal Take)
8. Broken Foot (Meteora Demo)
9. Esaul (A Place For My Head Demo)
10. Blue (1998 Unreleased Hybrid Theory Demo)

Des changements ont eu lieu à la suite de nombreux échanges à la suite des suggestions des fans.
Il est sorti le 16 novembre 2011.

### Underground 12
Playlist :
1. Homecoming (Minutes To Midnight Demo) 3:08
2. Points of Authority (Demo) 3:05
3. Clarity (Minutes To Midnight Demo) 3:05
4. Asbestos (Minutes To Midnight Demo) 1:55
5. Bunker (Minutes To Midnight Demo) 3:56
6. So Far Away (Unreleased 1998) 2:53
7. Pepper (Meteora Demo) 2:56
8. Debris (Minutes To Midnight Demo) 3:23
9. Ominous (Meteora Demo) 3:08
10. Forgotten (Demo) 3:46

Il est sorti le 16 novembre 2012.

### Underground XIII
Playlist :
1. Basquiat (2007 Demo)
2. Holding Company (Lost in the Echo 2011 Demo)
3. Primo (I'll Be Gone - Longform 2010 Demo)
4. Hemispheres (2011 Demo)
5. Cumulus (2002 Demo)
6. Pretty Birdy (Somewhere I Belong 2002 Demo)
7. Universe (2006 Demo)
8. Apaches (Until It Breaks Demo, No. 1)
9. Foot Patrol (Until It Breaks Demo, No. 2)
10. Three Band Terror (Until It Breaks Demo, No. 3)
11. Truth Inside a Lie (By Ryan Giles) [LPU Sessions 2013]
12. Change (By Beta State) [LPU Sessions 2013]

Cette fois-ci, 2 chansons supplémentaires ont été enregistrées par 2 artistes lors d'un concours organisé par Linkin Park. Le groupe Beta State et le chanteur Ryan Giles (tous 2 membres du LPU) ont eu la chance d'être sélectionnés et d'enregistrer avec l'aide de Linkin Park lors d'une Session Studio.
Il est sorti le 18 novembre 2013.

### Underground XIV
Playlist:
1. Aubrey One (2009 Demo)
2. Malathion+Tritonus (2008 Berlin Demo)
3. Berlin One, Version C (2009 Demo)
4. Blanka (2008 Demo)
5. Heartburn (2007 Demo)
6. Breaking the Habit (Original Mike 2002 Demo)
7. Dave Sbeat feat. Joe (2009)
8. Froctagon (2009 Demo)
9. Rhinocerous (2002 Demo)
10. After Canada (2005 Demo)

Il est sorti le 20 novembre 2014.

### Underground 15
Playlist:
1. Animals (2011 Demo)
2. Basil (2008 Demo)
3. Pods 1 of 3 (1998 Demo)
4. Pods 2 of 3 (1998 Demo)
5. Pods 3 of 3 (1998 Demo)
6. Chance Of Rain (2006 Demo)
7. TooLeGit (2010 Demo)*
8. Grudgematch (2009 Demo)*
9. Hurry (1999 Demo)*
10. Grr (1999 Demo)*
11. Attached (2003 Demo)*
12. Chair (1999 "Part Of Me" Demo)*

*Après la sortie de ce Linkin Park Underground 2015, six morceaux supplémentaires sont proposés tous les deux mois pour compléter la collection: "TooLeGit (2010 Demo)" en décembre 2015, "Grudgematch (2009 Demo)" en février 2016, "Hurry (1999 Demo)" en avril 2016, "Grr (1999 Demo)" en juin 2016, "Attached (2003 Demo)" en août 2016, et enfin "Chair (1999 "Part Of Me" Demo)" en octobre 2016.
Il est sorti le 25 novembre 2015.

### Underground 16
Playlist:
1. The Catalyst (2010 Demo)
2. Can't Hurt Me (2014 Demo)
3. Dark Crystal (2015 Demo)
4. Air Force One (2015 Demo)
5. Bleed It Out (2007 Demo)
6. Consequence A (2010 Demo)
7. Consequence B (2010 Demo)
8. Lies Greed Misery (2010 Demo)
9. Burberry (2015 Demo)
10. Symphonies Of Light Reprise (2010 Demo)

Il est sorti le 22 novembre 2016.